# آبا، اوکایاما
آبا، اوکایاما (به لاتین: Aba, Okayama) در ژاپن با جمعیت ۶۶۹ نفر است که در ناحیه چوگوکو واقع شده‌است.